# 12633 Warmenhoven
12633 Warmenhoven este un asteroid din centura principală de asteroizi.

## Descriere
12633 Warmenhoven este un asteroid din centura principală de asteroizi. A fost descoperit pe 26 martie 1971 la Observatorul Palomar de Cornelis Johannes van Houten, Ingrid van Houten-Groeneveld și Tom Gehrels. Asteroidul prezintă o orbită caracterizată de o semiaxă mare de 2,40 ua, o excentricitate de 0,11 și o înclinație de 1,6° în raport cu ecliptica.